# Flytoget
Flytoget (норв. Flytoget) — норвезька швидкісна залізнична франшиза, що сполучає аеропорт Осло-Гардермуен зі станцією Осло-Центральне за 19 хвилин. 

Під орудою Flytoget AS (раніше NSB Gardermobanen AS), працює на швидкісній лінії Гардермубанен, використовуючи 16 електропоїздів GMB Class 71. 
Звичайна частота обслуговування – що десять хвилин, причому п’ять з них щогодини продовжуються на захід за межами Осло. 
Розширені послуги обслуговують дев’ять зупинок у Великому Осло і займають до 60 хвилин.
В 2007 році Flytoget перевіз 5,4 мільйона пасажирів 
, 
що становить 34% ринку наземного транспорту аеропорту. 

Послуга, яка має максимальну швидкість 210 км/год, є єдиною швидкісною залізницею у Норвегії. 
Будівництво розпочалося в 1994 році, і швидкісні поїзди почали обслуговувати аеропорт Гардермуен з дати його відкриття 8 жовтня 1998 року, хоча повна робота з використанням тунелю Румерике завдовжки 14,5 км довелося чекати ще 10.5 місяців. 
Створена в 1992 році як дочірня компанія Норвезьких державних залізниць, компанія з 2001 року належить Міністерству торгівлі та промисловості Норвегії.

## Станції
|  | Станції            | Відстань  | Час        | Вартість проїзду | Знижка  |
|  | ------------------ | --------- | ---------- | ---------------- | ------- |
|  | Аеропорт Осло      | 0.00 км   | 0 хв       | n/a              | n/a     |
|  | Ліллестрем         | 30.90 км  | 12 хв      | NOK 140          | NOK 70  |
|  | Осло-Центральне    | 48.07 км  | 19 / 22 хв | NOK 180          | NOK 90  |
|  | Національний театр | 49.50 км  | 27 хв      | NOK 180          | NOK 90  |
|  | Шеен               | 52.43 км  | 32 хв      | NOK 180          | NOK 90  |
|  | Люсакер            | 55.07 км  | 34 хв      | NOK 180          | NOK 90  |
|  | Стабек             | 57.06 км  | 32 хв      | NOK 180          | NOK 90  |
|  | Саннвіка           | 62.24 км  | 42 хв      | NOK 210          | NOK 105 |
|  | Аскер              | 71.93 км  | 48 хв      | NOK 210          | NOK 105 |
|  | Драммен            | 100.96 км | 60 хв      | NOK 260          | NOK 130 |

## Рухомий склад
- 16 потягів — GMB Class 71[en];
- 8 потягів — CAF Oaris[7]